# Hannah Rae
Hannah Rae (18 de julio de 1997) es una actriz inglesa. Tuvo su salto a la fama con su debut cinematográfico en City of Tiny Lights de 2016, rol por el que fue nominada al Premio al Mejor Actor Revelación en los British Independent Film Awards.

## Filmografía

### Cine
| Año  | Título                           | Rol                     | Director         | Notas        | Ref.        |
| ---- | -------------------------------- | ----------------------- | ---------------- | ------------ | ----------- |
| 2014 | Crushed                          | Leah Pinkerton          | Jane Sanger      | Cortometraje | [ 4 ] [ 5 ] |
| 2016 | Ciudad de las Luces Diminutas    | La joven Shelley / Emma | Pete Travis      |              |             |
| 2018 | Peleando en Familia              | Courtney                | Stephen Merchant |              |             |
| 2019 | Carmilla                         | Lara                    | Emily Harris     |              |             |
| 2021 | Martys Lane (La Huésped Maldita) | Bex                     | Ruth Platt       |              |             |

### Televisión
| Año       | Título            | Rol                 | Notas                  | Ref.  |
| --------- | ----------------- | ------------------- | ---------------------- | ----- |
| 2015-2017 | Broadchuch        | Daisy Hardy         | 9 episodios            |       |
| 2019      | Manhunt           | Sarah Knight        | 1 episodio             | [ 6 ] |
| 2019      | Call the Midwiife | Elaine Pilkington   | 1 episodio             | [ 7 ] |
| 2019      | Constanza         | Hannah Olivia Young | Película de televisión | [ 8 ] |

### Escenario
| Año  | Título                               | Rol       | Director               | Notas                                                                    | Ref.          |
| ---- | ------------------------------------ | --------- | ---------------------- | ------------------------------------------------------------------------ | ------------- |
| 2011 | Two Weeks with the Queen             | Médico    | Ken Barandilla         | Teatro Oast, Tonbridge                                                   | [ 10 ]        |
| 2011 | Julieta 4 Romeo                      | Rosalinda | Jamie Alezander Wilson | Magic Beans Productions, Stag Youth Theatre, The Stag Theatre, Sevenoaks | [ 11 ]        |
| 2011 | Limit To Your Love                   | Hannah    | Jamie Alezander Wilson | Magic Beans Productions, Stag Youth Theatre, The Stag Theatre, Sevenoaks | [ 12 ]        |
| 2012 | El sueño de una noche de verano      | Hermia    | Jamie Alezander Wilson | Stag Youth Theatre                                                       | [ 13 ]        |
| 2012 | El vórtice                           | Reparto   | Ellis Kerkhoven        | Teatro de música juvenil del Reino Unido (YMT)                           | [ 14 ] [ 15 ] |
| 2013 | Grandes esperanzas                   | Reparto   | Gerry Flanagan         | Teatro de música juvenil del Reino Unido (YMT), Rose Theatre, Kingston   | [ 16 ] [ 17 ] |
| 2013 | Robin Hood and the Babes in the Wood |           |                        | Sevenoaks Panto, Stag Youth Theatre                                      | [ 18 ]        |
| 2017 | Bodies                               | Hija      | Jude Christian         | Royal Court Theatre                                                      | [ 20 ] [ 21 ] |